# Nimrod (Schiff)

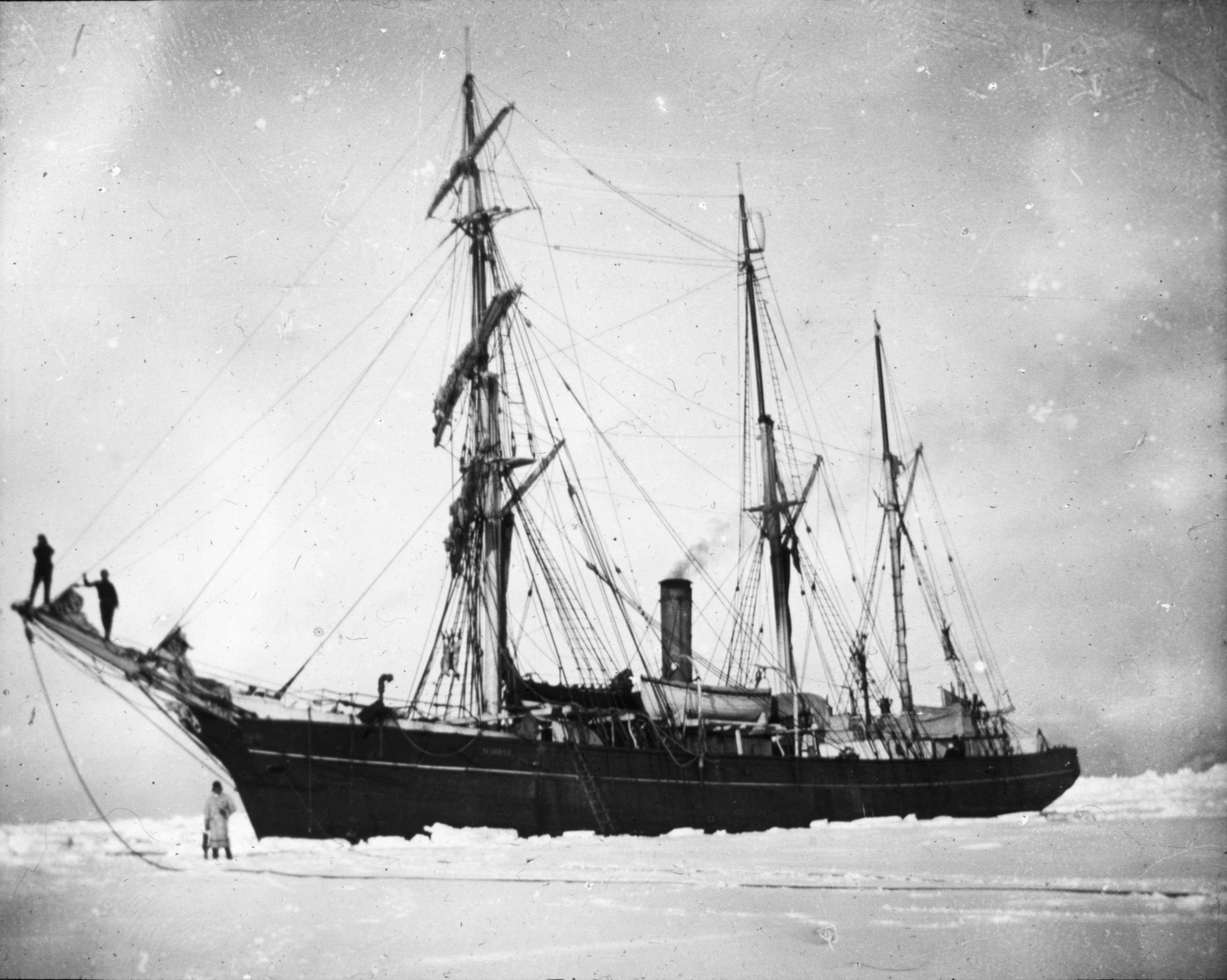
Die Nimrod im Packeis

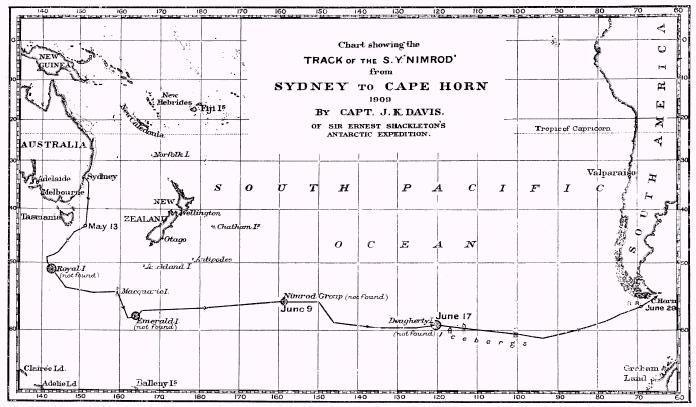
Route der S. Y. Nimrod auf der Suche nach den Phantominseln im Südpazifik (1909)

Die Nimrod war ursprünglich ein zum Zweck der Robbenjagd hergestellter Schoner mit einer Standardverdrängung von 334 Tonnen, benannt nach dem Helden und König Nimrod der altorientalischen Mythologie. Gebaut wurde er im Jahr 1865/6 von Alexander Stephens & Son in Dundee aus Eichen-, Grünherz- und Eisenrindenholz unter der Baunummer 36. In Auftrag gegeben wurde das Schiff der im Wal- und Robbenfang tätigen Reederei Job Brothers aus Liverpool, der Heimathafen der Nimrod war jedoch St. Johns, Neufundland. Beim Bau verfügte das Schiff über eine auf der Werft Westray Copeland & Company in Barrow-In-Furness hergestellte Zweizylinder-Dampfmaschine mit einer Leistung von 60 nominalen PS.
Ernest Shackleton erwarb das Schiff im Jahr 1907 für seine erste eigene Antarktisexpedition zum Preis von £ 5.000. Er ließ es in der Werft von R. & H. Green im Blackwall Yard im Londoner East End zu einer Schonerbark mit Rahsegeln am Fockmast und Gaffelsegeln an Groß- und Besanmast umbauen. Zudem erhielt die Nimrod einen Motor mit nominell 60 PS, mit dessen Hilfe es unter Dampf 6 Knoten erreichte und bei ruhigem Wetter täglich vier Tonnen Kohle verbrauchte.
Nach Abschluss der Expedition und Rückkehr nach Großbritannien diente die Nimrod zunächst als Museumsschiff, wurde dann jedoch verkauft, um einen Teil der Kosten der Nimrod-Expedition zu begleichen. Am 31. Januar 1919 fand das Schiff sein Ende, als es vor der Küste von Norfolk auf die Klippen der Barber Sands lief und sank. Nur zwei Männer der zwölfköpfigen Besatzung überlebten.
Die Nimrod ist Namensgeberin für den antarktischen Berg Mount Nimrod.